# Erland Uggla
Albert Erland Uggla, född 29 juli 1875 i Gillberga, Värmland, död 20 juni 1932, var en svensk ingenjör och företagsgrundare.
Uggla var son till majoren Pontus Uggla (1840–1900) och hans hustru Adèle, född von Hofsten. Han gifte sig 1905 med Astrid Krafft. Deras son fotografen Carl Albert Uggla (1906–1974) grundade Ateljé Uggla i Stockholm. Farbrodern Albert Axel Uggla (1844–1909) bodde i Djursholm och var ordförande i Djursholmsbanan, vilket kan ha påverkat Erlands intresse för järnvägar.
Efter Karlstads högre allmänna läroverk genomgick Erland Uggla Örebro tekniska skola och arbetade sedan som ritare och ingenjör vid verkstäder i Sverige och USA. Åren 1903–1907 var han överingenjör vid Södertelge Verkstäder, som huvudsakligen tillverkade järnvägsvagnar. 1907 grundade han Svenska Järnvägsverkstäderna i Linköping tillsammans med den yngre brodern Carl Johan Uggla. Han blev 1915 även direktör för Linköpings armatur- och metallfabriks AB.